# Лимузен
Лимузен (фр. Limousin, оксит. Lemosin) је бивши регион у Француској. Састојао се од три департмана: Корез, Крез и Горња Вијена.

## Историја
Регион Лимузен се састоји од две историјске француске провинције: провинције Лимузен и провинције Марш (мали део провинције Марш (фр. Marche) се данас налази у региону Центар.
Осим ове две главне провинција, регион Лимузен се састоји и од мањих делова старих провинција, Ангумоа (фр. Angoumois), Поату (фр. Poitou), Оверња (фр. Auvergne) и Бери (фр. Berry).

## Администрација и политика
На локалним изборима власт је освоила коалиција левичарских странака.
Распоред места у регионалном парламенту је следећи:
- Социјалистичка партија (Parti socialiste français): 19 посланика
- Унија за народни покрет (Union pour un mouvement populaire): 10 посланика
- : 6 посланика
- : 3 посланика
- : 2 посланика
- : 2 посланика
- Еколошки покрет : 1 посланика

Лимузен је се у политичком смислу сматра снажним упориштем левице, са седиштем у Лиможу.

## Географија
Регион Лимузен је углавном висијско подручје. Најниже подручје у региону се налази на северозападу покрајине (отприлике 250 m надморске висине), а највише подручје је на југоистоку региона (отприлике 1000 m надморске висине). Највећи део региона се налази изнад 350 метара.
У региону се налазе многе важне реке као Дордоња, Вијен, Крез и Шер.
Лимузен је познат по квалитетним водама, као и по рибарству.

## Економија
Лимузен је углавном пољопривредни регион. Познат је по месу, поготово говедини. Такође овај регион је и велики француски дрвни произвођач.
У прошлости је град Лимож био светски познат по производњи порцелана. Данас постоји само мали број ових фабрика.

## Становништво
У континенталној Француској, регион Лимузен је најслабије насељен регион Француске. У целом региону живи мање људи него у Марсељу.
Становништво овог региона се смањује и повећава се његова просечна старост. Департман Крез има најстарије становништво у Француској. Мањи пад становништва је забележен између 1999. и 2004. године.

## Култура
Регионални језик региона је лимузенски. То је језик из језичне породице Oc и сличан је окситанском. То је такође и језик првих трубадура. Лимузен је био главни језик региона до почетка 20. века, када је у великом маху уведен француски. Томе је погодовало и укидање окситанског језика у школама. Данас се језиком свакодневно служи већином рурално старије становништво.